# Oleg Mokșanțev
Oleg Mokșanțev (în rusă Олег Евгеньевич Мокшанцев; n. 30 decembrie 1924, Chișinău, România – d. 22 ianuarie 2007, Moscova, Rusia) a fost un actor sovietic și rus. 

## Biografie
Mokșanțev s-a născut în 1924 în Chișinău, pe atunci parte a României (azi în Republica Moldova). A luptat în al Doilea Război Mondial în Armata Roșie.
După război a absolvit Institutul Unional de Stat de Cinematografie. A fost mai întâi actor la un teatru din Moscova, apoi la Teatrul Forțelor Sovietice din Germania de Est, până în 1955. Din 1955 a fost actor de film, debutând într-o producție regizată de Nikolai Figurovski. Este cunoscut în România și Republica Moldova pentru rolul său din filmul Mînia, care are ca subiect răscoala de la Tatarbunar. A fost de asemenea și actor de dublaj. În 1991 a fost ales Artist Onorat al RSFS Ruse.
Mokșanțev a decedat în 2007 la Moscova.

## Filmografie
- Salvați orașul (1976) — generalul Ivan Korovnikov, comandantul Armatei a 59-a Sovietice